# Montmény (acteur)
Montmény (ou Montménil), né Louis-André Lesage le 31 juillet 1695 à Paris et mort le 8 septembre 1743 à La Villette, est un acteur français.

## Biographie
Fils d’Alain-René Lesage, Louis-André avait hérité du gout pour le théâtre de son père, qui composaient des comédies, mais qui avait eu de tels déboires avec les comédiens du Théâtre-Français, qu’il avait conçu le plus vif ressentiment à leur égard, ayant dû se tourner vers le théâtre de la foire pour pouvoir vivre de sa plume.
La carrière que choisit Lesage déplut donc à son père, mais emporté par un ascendant plus fort que la volonté paternelle, Montménil débuta le 8 mai 1726, par le rôle de « Mascarille » dans l'Étourdi et, quoiqu’il y eût été fort applaudi, ainsi que dans plusieurs autres qu’il joua successivement, les comédiens français, plus difficiles alors qu’ils ne l’ont été dans la suite, jugèrent qu’il avait besoin de s’exercer encore dans la province.
Montménil suivit leur conseil et, lorsqu’il reparut, le 18 mai 1728, fortifié par deux années de travail, sur la scène parisienne dans le rôle d’« Hector » dans le Joueur ; le 24, il joua « Dave » dans l’Andrienne, et le Mercure de France de ce mois parla de son grand succès dans ce rôle. Le 4 juin, il fut « Labranche », dans Crispin Rival. Son succès ne fut pas douteux à cette deuxième épreuve, et il fut reçu à demi-part, et devint bientôt un des meilleurs acteurs de la Comédie-Française.
Montménil jouait admirablement l’avocat Patelin, Turcaret, le « Valet » dans les Bourgeoises à la mode, « M. Delorme » dans les Trois Cousines, et en général tous les paysans.
Lorsqu’après trente-cinq ans d’oubli, le Distrait fut remis au théâtre, il tira un parti considérable du rôle de « Léandre », qui n’avait pas été heureux pour Beaubourg ; et cette comédie, dont on n’avait pu donner que quatre représentations en 1696, eut tant de succès en 1731, qu’elle mérita de rester au répertoire.
Il y avait cependant quelques rôles de haut comique où Montménil, sans y être déplacé, ne produisait pas tout l’effet que l’on pouvait attendre de son talent ; il jouait surtout médiocrement celui du Philosophe marié. Cependant, parce qu’il était toujours vrai et naturel, il était applaudi par la multitude dans ce rôle comme dans les autres ; et peut-être l’aurait-il été moins, si, en forçant son jeu pour jouer avec plus de finesse, il s’était exposé à jouer avec moins de vérité.
Désapprouvant le choix que son fils avait fait de la profession de comédien, le dramaturge avait cessé de le voir. Lorsque Montménil eut acquis de la réputation, des amis communs, qui voulaient réconcilier le père avec le fils, l’entraînèrent à la comédie française : il vit Montménil dans Turcaret, joignit son suffrage à ceux du public, versa des larmes de joie, embrassa son fils, et lui rendit toute son affection paternelle. En retour, il retourna s’installer dans la maison paternelle, dont il devint le principal soutien financier, jusqu’à sa mort.
Montménil n’eut pas la satisfaction de jouir longtemps de la réputation qu’il s’était acquise : il mourut subitement dans une partie de chasse aux environs de Paris.